# Festuca lachenalii
La grama de las peñas (Festuca lachenalii) es una especie de planta herbácea de la familia Poaceae (gramíneas o poáceas).

## Taxonomía
La especie fue descrita inicialmente como Triticum lachenalii por Carl Christian Gmelin y publicada en Flora Badensis Alsatica 1: 291, en 1806, actualmente es tanto un sinónimo como el basónimo de esta; y ulteriormente, sería transferida al género Festuca por Fridolin Carl Leopold Spenner en Flora Friburgensis 3: 1050, en 1829.

#### Etimología
Véase: Festuca
lachenalii: epíteto otorgado en honor del médico y botánico suizo Werner de Lachenal (1736 – 1800), profesor de anatomía y botánica en Basilea.